# Kita-in
Seiya-san Muryōshuji Kita-in (星野山無量寿寺喜多院?) este un templu budist din Japonia, situat în municipiul Kawagoe în prefectura Saitama. Este cunoscut prin „Sala principală” a templululi, inițial construită ca parte a castelului Edo, cât și prin cele 540 de statui „rakan” (arhați, discipolii lui Buddha).

## Istoric
Templul a fost înființat în anul 830 cu denumirea de Muryōju-ji (無量寿寺 templul vieții eterne?), de către călugărul Ennin din școala Tendai la ordinul împăratului Junna, obiectul principal de venerare fiind Buddha Amitābha, denumit și el Muryōju.. 
Cu timpul Muryōju-ji ｓ-a divizat în trei părți: Kita-in (北院 templul de nord?), Naka-in (中院 templul din mijloc?) și Minami-in (南院 templul de sud?). În prezent, Naka-in este un templu aparte, iar la locul de amplasare a Minami-in nu a rămas decât cimitirul templului.
În 1205 templul a fost distrus de incendiul, însă în 1296 la ordinul împăratului Fushimi preotul (sōjō⁠(d)) Sonkai (尊海?) l-a restabilit, dedicându-l maestrului Ryogen și adunând 50 de călugări. Kita-in a devenit sediul școlii în regiunea Kanto.
În anul 1301, prin decretul împăratului Go-Fushimi templul Kita-in a devenit centrul școlii Tendai, honzan⁠(d) (本山?), asupra a 580 de temple din Japonia de Est. Mai târziu împăratul Go-Nara i-a conferit statutul special de seiyasan (星野山?), pe care îl păstrează până în prezent. În anul 1537, în timpul conflictului militar dintre feudalii Hōjō Ujitsuna și Uesugi Tomosada templul a fost incendiat și a ars.
În 1599 călugărul Tenkai (en/ja) a devenit stareț al mănăstirii, iar în 1611 shogunul Ieyasu Tokugawa personal a vizitat templul. Relația strânsă dintre cei doi a determinat prosperarea ulterioară a templului. Sub conducerea lui Tenkai, care se bucura de încrederea clanului Tokugawa, templul a atins vârful influenței sale și a prosperat în timpul dimniei primilor trei shoguni. În 1638, în timpul unui mare incendiu în Kawagoe, focul a distrus toate clădirile din Kita-in, rămânând doar porțile principale, care s-au păstrat până în prezent. Iemitsu, al treilea shogun Tokugawa, a ordonat transportarea unei parți din castelul său de la Edo la Kita-in. După ce castelul Edo a ars în incendiul provocat de marele cutremur din Kanto (1923), clădirile din Kita-in au rămas unicele structuri de lemn din castelul original. Aceastea includ săli de recepție, studioul, bucătăria, viceul și baia folosite de însăși shogunul Iemitsu, precum și camera în care se crede că s-a născut. Dătorită acestui eveniment, Kita-in a devansat Naka-in ca cel mai influent dintre cele trei templuri. În aceeași perioadă ierogliful kita 北 în denumirea templului a fost înlocuit cu 喜多 cu sensul de „multă fericire”.